# San Martín de Trevejo
San Martín de Trevejo è un comune spagnolo di 935 abitanti situato nella comunità autonoma dell'Estremadura. Nel comune si parla la lingua fala, idioma affine al portoghese con molte influenze estremadurane.